# Tierientij Dieribas
Tierientij Dmitrijewicz Dieribas (ros. Тере́нтий Дми́триевич Дериба́с, ur. w kwietniu 1883 we wsi Uspienskoje w guberni jekaterynosławskiej, zm. 28 lipca 1938) – bolszewik, radziecki działacz partyjny i funkcjonariusz służb specjalnych, komisarz bezpieczeństwa państwowego I rangi.

## Życiorys
W 1903 skończył szkołę realną w Krzemieńczuku i wstąpił do SDPRR, związał się z frakcją bolszewicką, aresztowany, zbiegł, po ponownym aresztowaniu skazany na zesłanie do guberni tobolskiej, skąd zbiegł. 1907 aresztowany i skazany na zesłanie na 3 lata do Obdorska (obecnie Salechard), 1917 był członkiem komitetu wykonawczego rady orenburskiej, komisarzem sprawiedliwości i przewodniczącym orenburskiej komisji śledczej. Od 1917 do maja 1918 towarzysz przewodniczącego komitetu wykonawczego zjednoczonych rad troickiej i czelabińskiej, we wrześniu-październiku 1918 sekretarz uralskiego obwodowego kolegium kontroli państwowej, od listopada 1918 do 1919 zastępca szefa wydziału politycznego dywizji piechoty, 1919 kierownik wydziału politycznego 27 Dywizji Piechoty, 1919-1920 zastępca szefa wydziału politycznego 3 Armii, 1920 p.o. szefa wydziału politycznego 5 Dywizji Piechoty 5 Armii i wydziału politycznego 21 Dywizji Piechoty 2 Armii. Od 1 kwietnia do 1 września 1920 przewodniczący powiatowego komitetu rewolucyjnego w Pawłodarze i pawłodarskiego powiatowego biura RKP(b), od grudnia 1920 w organach Czeki, od 1 stycznia do 28 lipca 1921 pełnomocnik oddziału Wydziału Tajnego Czeki przy Radzie Komisarzy Ludowych RFSRR, od 28 lipca 1921 do 1 grudnia 1922 szef Oddziału 5 Wydziału Tajnego Czeki RFSRR/GPU NKWD RFSRR, równocześnie od 8 czerwca 1922 do 25 maja 1923 pomocnik szefa Wydziału Tajnego GPU RFSRR/ZSRR i od 1 do 21 grudnia 1922 szef Oddziału 3 Wydziału tajnego GPU RFSRR. Od 25 maja 1923 do 26 października 1929 szef Wydziału Tajnego GPU NKWD RFSRR/OGPU ZSRR, od grudnia 1929 do 10 lipca 1934 pełnomocny przedstawiciel OGPU w Kraju Dalekowschodnim, równocześnie od 22 listopada 1931 do 10 lipca 1934 członek Kolegium OGPU ZSRR. Od 10 lutego 1934 do 12 października 1937 zastępca członka KC WKP(b), od 1934 do 12 sierpnia 1937 członek Kolegium NKWD ZSRR, równocześnie od 15 lipca 1934 do 11 maja 1937 szef Zarządu NKWD Kraju Dalekowschodniego, od 29 listopada 1935 komisarz bezpieczeństwa państwowego I rangi. Od 11 maja do 19 czerwca 1937 w dyspozycji NKWD ZSRR, od 19 czerwca do 31 lipca 1937 ponownie szef Zarządu NKWD ZSRR.
12 sierpnia 1937 aresztowany, następnie skazany na śmierć i rozstrzelany. 31 grudnia 1957 pośmiertnie zrehabilitowany.

## Odznaczenia
- Order Lenina (14 lutego 1936)
- Order Czerwonego Sztandaru (dwukrotnie - 14 grudnia 1927 i 20 grudnia 1932)
- Odznaka "Honorowy Funkcjonariusz Czeki/GPU (V)"
- Odznaka "Honorowy Funkcjonariusz Czeki/GPU (XV)" (20 grudnia 1932)